# Sezelhe
Sezelhe ist ein Ort und eine ehemalige Gemeinde (Freguesia) im portugiesischen Kreis Montalegre. Die Gemeinde hatte 144 Einwohner (Stand 30. Juni 2011).
Am 29. September 2013 wurden die Gemeinden Sezelhe und Covelães zur neuen Gemeinde União das Freguesias de Sezelhe e Covelães zusammengeschlossen. Sezelhe ist Sitz dieser neu gebildeten Gemeinde.